# Белокопытов, Дмитрий Иванович
Дми́трий Ива́нович Белокопы́тов (1917 — 4 ноября 1943 года) — участник Великой Отечественной войны, стрелок 592-го стрелкового полка 203-й Краснознамённой Запорожско-Хинганской ордена Суворова стрелковой дивизии 12-й армии Юго-Западного фронта, Герой Советского Союза (19.03.1944), красноармеец.

## Биография
Родился в 1917 году
в селе Короткое Корочанского районаКурской нынеБелгородской области.</ref> в семье крестьянина. Русский. Работал в колхозе.
В Красную армию призван Синельниковским райвоенкоматом Днепропетровской области в 1938 году. С началом Великой Отечественной войны на фронте. Воевал на Западном и Юго-Западном фронтах.
Стрелок 592-го стрелкового полка (203-я стрелковая дивизия, 12-я армия, Юго-Западный фронт) красноармеец Белокопытов отличился в боях при форсировании Днепра в районе села Петро-Свистуново (Вольнянский район Запорожской области).
27 сентября 1943 года в составе полка он под огнём противника переправился на правый берег и участвовал в боях по расширению плацдарма. Когда при высадке погиб командир отделения, принял командование на себя.
2 октября 1943 года, когда на левом фланге в результате контратаки противника, поддерживаемой танками, создалась угроза окружения, красноармеец Белокопытов, пропустил вражеский танк через окоп и забросал его гранатами. Танк загорелся. Ещё два танка повредили бойцы его отделения. Пользуясь удобным моментом, Белокопытов поднял солдат в атаку. Сблизившись с группой солдат противника, наступающих под прикрытием танков, уничтожил одного офицера и захватил восемь солдат в плен с оружием и боеприпасами. Остальные обратились в бегство. При вторичной контратаке противника Белокопытов, вновь увлекая остальных бойцов, первым ворвался в окоп противника и пленил трёх солдат с пулемётом.
За период боевых действий на правом берегу на личном счету воина было два подбитых танка, один уничтоженный пулемёт, 26 убитых и 11 пленных солдат и офицеров противника.
В одном из боёв Д. И. Белокопытов был тяжело ранен и умер в госпитале 4 ноября 1943 года.
Указом Президиума Верховного Совета СССР от 19 марта 1944 года за мужество, отвагу и героизм, проявленные в борьбе с немецко-фашистскими захватчиками, красноармейцу Белокопытову Дмитрию Ивановичу посмертно присвоено звание Героя Советского Союза.

## Награды
- Медаль «Золотая Звезда» Героя Советского Союза
- Орден Ленина

## Память
- Похоронен в братской могиле в Запорожье.
- В селе Короткое Корочанского района Белгородской области и селе Тургеневка Синельниковского района Днепропетровской области установлены обелиски.